# اتم پذیرنده

اتم پذیرنده

اتم پذیرنده در شیمی اتمی است که در پیوند داتیو، الکترون دریافت می‌کند.